# Institutum Pataphysicum Granatensis
El Institutum Pataphysicum Granatensis es un organismo −dependiente e independiente del Collège de Pataphysique de París− dedicado al estudio de la Patafísica, ciencia de las excepciones y de las soluciones imaginarias creada por Alfred Jarry.

## Historia
Fundado y dirigido por el escritor Ángel Olgoso, único miembro del IPG a lo largo de diez años, su conferencia Aproximación imposible a la Patafísica pronunciada en Granada el 25 de enero de 2007 −en el Centro Cultural CajaGranada de San Antón− está considerada como Acto Fundacional-Público del IPG. Esta institución ya había sido reconocida oficialmente en 2006 por el Collège de Pataphysique de París a través del Proveedor Editor General y Representante Hypostático de Su Magnificencia, monsieur Thieri Foulc, tal y como se recoge en el número 25 de su revista trimestral Viridis Candela.
Durante casi dos años, el Institutum Pataphysicum Granatensis vivió un período de gran actividad: encuentros; un blog propio a cargo del Sátrapa José Vicente Pascual; la convocatoria del Premio Internacional A. F. Molina al Espíritu Patafísico −que en su primera convocatoria recayó en el dibujante y autor de Los grandes inventos del TBO Ramón Sabatés, y en su segunda convocatoria en el poeta Carlos Edmundo de Ory− con el objetivo de fomentar la creatividad y la independencia intelectual, por vía del reconocimiento a la labor de aquellas personas que, en virtud de sus especiales méritos, hubieran destacado en cualquiera de los ámbitos propios de la expresión artística; un himno propio presentado por el Sátrapa Andrés Sopeña cuya letra, Ya está!!, es acompañada por el Allegro Molto, IV Finale de la Sinfonía n.º 3 de Beethoven; la supervisión y presentación del volumen El siglo Ubú; y la continua elevación a rango de Sátrapa Trascendente de nuevos y numerosos miembros, nacionales e internacionales, entre los que se cuentan José María Merino y Umberto Eco.
Tras un lustro de hibernación, en 2013 se procedió −durante un encuentro en Granada con el Sátrapa y académico de la RAE José María Merino− a la desocultación definitiva del IPG. A partir de aquel momento, se comenzaron a materializar numerosas propuestas: Encuentros Estacionales, una Gran Exposición Patafísica, celebraciones del Nuevo Año Patafísico, el aprendizaje por parte de todos del nuevo Himno del Heroico Destacamento de Camellería Patafísica, Defenestraciones puntuales, Veladas Patafísicas Públicas, edición de las contribuciones de los Sátrapas o la creación de una sUBUcursal del IPG en León, el Novísimo Instituto Patafísico de León, dirigido por Rafael Saravia, y otra en Canarias, el Novísimo Instituto Patafísico de Canarias, dirigido por Ayoze Suárez.

## Organización
Para consolidar la plaza fuerte patafísica en Granada y extender la acción de esta «ciencia de lo particular», el IPG cuenta en la actualidad con cuarenta y siete Sátrapas Trascendentes, entre ellos escritores como Umberto Eco, José María Merino, Luisa Valenzuela, Ángel Olgoso, Miguel Arnas Coronado, José Vicente Pascual, Andrés Sopeña, Antonio Fernández Molina, Fernando de Villena, César Requesens, Ginés S. Cutillas, Miguel Ángel Zapata, Antonio Dafos, José Antonio López Nevot, José Luis Gärtner, Jesús Cano Henares, Celia Correa Góngora, Marina Tapia, Carlos de la Fé, Manuel Moyano, Miguel Ángel Contreras, José Cruz Cabrerizo, Miguel Ángel Moleón Viana, Alberto Caffaratto,  Nicolás Palma, Iván Humanes, Josefina Martos Peregrín, Jaime Lechuga Rodríguez del Castillo, Fernando Jaén Águila, Francisco Bravo, Rafael Saravia o Edgar Borges; magos como Miguel Aparicio; Profesores-Investigadores de Literatura como Lidia Morales Benito, músico-musicólogos como Ismael Ramos, y artistas de distintas disciplinas como Miguel Mochón de la Torre o Guillermo Rodríguez de Lema Blanco.

## Publicaciones
El Institutum Pataphysicum Granatensis edita cuatrimestralmente para sus Sátrapas la publicación interna Los Escarbadientes Espirales del IPG, en la que se alternan monográficos y florilegios patafísicos: «El clítoris de Arrabal», «El abrazo de la Venus de Milo», «Porrón de Elea versus Sextercio Pírrico», «Teoría General de las Ingles», «Ubú Panóptico», «La rana de Brisset», «Disquisición sobre la zarzuela de Kafka y Chu-En-Lai, «Siderurgia Sideral», «Palingenesia Pataphysica», «Escupiremos sobre vuestras tumbas (Epistemología del Gran Saqueo)», «Dialéctica Lacónica sin Trigonometrías Estrambóticas versus Hermenéutica Semítica Glosada y Superpuesta», «Defenestraciones (inversas, eyectivas, edificantes) y otros arrebatos», «Vian y el Schmürz», «Nefelibata», «Eco Dada», «Contribuciones 'ignobles' al avance de la ciencia», «Catoblepas (Bestiario patafísico)», «Del extraño modo en que el Gran Vice-Curador Apócrifo T. H. Agapito Trasconejo llegó a amar al hijo al que nunca había amado», «Erótica Patafísica», «Encyclopedia Galactica (Los extraordinarios viajes del fráter Armurio Capitichota) e Tratado de los prodigios, asombros e fechos extraordinarios que en los cósmicos universos son, e de las muchas phylosophias e razonamientos que motivaren», «Intercambio de dicterios entre el ínclito T. H. Agapito Trasconejo y el efímero engendro lorquiano Isidoro Capdepón, escrito en dísticos, yambos y anapestos muy ripiosos, y en prosa excelente y descriptiva», «Epifenómenos fenomenales», «Nicolas Cirier, tipógrafo loco», «C de Clinamen» y  «Patafísicos sin fronteras».
El Archivum Aethernum del IPG no sólo recoge dicha publicación, las aportaciones de sus Sátrapas y la presencia del Instituto en los medios de comunicación, sino que posee un rico corpus de material creativo y bibliográfico formado por diplomas, exlibris, invitaciones, emisiones filatélicas de curso legal, dibujos, collages, cuadros, patArtefactos, carteles, hermanamientos, felicitaciones de Año Nuevo Patafísico, órdenes del día, nombramientos, postales conmemorativas, recordatorios y vestigios de ready-mades.
Asimismo, el IPG concedió también su primer antipremio PALOTÍN D'OR (por votación: al peluquero común de Trump y Kim Jong-Un), y otorga trimestralmente el galardón espiral EPIFENÓMENOS FENOMENALES a sus Sátrapas por orden cronológico, distinguidos en apartados propios y agasajados con un diploma, una bolsa de 1.873.000.000 de agapitercios y diversos adminículos regios. 
Además de celebrar su Décimo Aniversario (2007-2017) con diversas actividades, el Institutum Pataphysicum Granatensis ha publicado una serie de invaluables documentos pataphistóricos:
- Una emisión filatélica de curso legal, consistente en pliegos completos de 25 sellos que se distribuyeron entre aquellos Sátrapas que desearon adquirirlo.

- Un Ex Libris compuesto especialmente para tan memorable ocasión.

- Dos tarjetas conmemorativas diseñadas ad hoc: una con el retrato de grupo, y otra con la portada de nuestra página web (obliterada por Correos con uno de los sellos), presentando ambas en el reverso un mensaje manuscrito del fundador y rector del I.P.G.

- Y la pièce de résistance: la publicación íntegra, en un solo volumen y con calidades de tesoro bibliográfico, de los veinticinco números de Los Escarbadientes Espirales del I.P.G., que contienen las colaboraciones de sus Sátrapas, así como material teórico y visual de alta patafisidad. Se trata de un volumen de más de setecientas páginas, de 22x22 cm., encuadernado en tapa dura y lomo cuadrado, papel interior ahuesado de 100 gramos, guardas amarillas, 25 portadillas en pergaminol transparente con efecto tridimensional, Pataintroito en papel Kraft, y maqueta minuciosamente remozada por el Sátrapa Trascendente Ismael Ramos, con juegos en espejo, en espiral, en ondas, ajedrezado, etc. (Imprenta del Arco, 2017).

- Las Muy Ricas Horas de los Escarbadientes Espirales del Institutum Pataphysicum Granatensis, II Época, 145-146 de la Era Patafísica, (Imprenta del Arco, 2019).